# Dia Internacional das Crianças Vítimas de Agressão
O Dia Internacional das Crianças Vítimas de Agressão é celebrado anualmente no dia 4 de junho foi criado pela Assembleia Geral das Nações Unidas em 1982. Esta data reforça o compromisso da ONU em proteger as crianças.

## História
No dia 19 de agosto de 1982, a Assembleia Geral da ONU, reuniu-se de emergência para debater a situação da Palestina. Na altura, perante o elevado número de crianças libanesas e palestinianas, vítimas de actos de agressão perpetuados por Israel, declarou o dia 4 de junho, como o Dia Internacional das Crianças Vítimas de Agressão.
Assim, o dia foi proclamado com a assinatura da Resolução ES-7/8 que reforça o compromisso da ONU em proteger as crianças.

## Objectivos
Esta data tem como objectivo chamar a atenção da comunidade internacional para os efeitos dos conflitos armados sobre as crianças que são sequestradas e recrutadas como crianças-soldados, assassinadas, alvo de violência sexual, veem o seu acesso à ajuda humanitária negado e que são vítimas em ataques a hospitais e escolas.
Assim, esta data reforça o compromisso da ONU em proteger as crianças e a necessidade de desenvolver esforços coordenados que visem o cumprimento dos direitos das crianças em situações de conflito.

## Ligações Externas
- Site Oficial | Dia Internacional das Crianças Vitimas de Agressão (en)